# 루머의 루머의 루머 (소설)
《루머의 루머의 루머》(영어: Thirteen Reasons Why)는 2007년 발행된 제이 애셔의 영 어덜트 소설이다. 해나 베이커라는 여자 고등학생이 자살을 하고 2주 뒤에 친구들에게 13가지 자살한 이유가 담긴 오디오 테이프가 우편으로 보내지면서 생기는 이야기를 다루고 있다.
2017년 웹 드라마화되어 넷플릭스에서 방영되었다.